# Hans Rudolf Schröter
Hans Rudolf Schröter, auch: Hans Rudolf von Schröter, Hans Rudolph von Schröter, auch: von Schroeter (* 16. Februar 1798 in Hannover; † 24. August 1842 in der „Irren-Heilanstalt“ Sachsenberg bei Schwerin) war ein deutscher Hochschullehrer, Bibliothekar und Altertumsforscher.

## Leben und Wirken
Schröter war der älteste Sohn des dänischen Kriegsrats Christian Heinrich (von) Schröter († 14. Oktober 1829), der seit 1805 Rittergutsbesitzer auf Langensee bei Bützow (heute Ortsteil von Gülzow-Prüzen) und Mitglied des mecklenburgischen patriotischen Vereins war. Der Jurist und Staatsminister Wilhelm von Schröter und der Maler Gottlieb Heinrich von Schröter waren seine jüngeren Brüder. Er besuchte das Gymnasium in Hildesheim und studierte an den Universitäten Göttingen und Jena Mathematik, Geschichte und neuere Literatur. In Jena war er Mitglied der Urburschenschaft. Nach Abschluss des Studiums war er bis 1818 als Lehrer am Hundeicker’schen Erziehungsinstitut, dem Philanthropin auf Schloss Vechelde bei Braunschweig tätig. Es folgte eine Studienreise nach Skandinavien. Hier erlernte er die Finnische Sprache und sammelte Material für eine Sammlung finnischer Volkslieder, die er 1819 in Uppsala auf Deutsch veröffentlichte. Damit steht er am Anfang einer von der Romantik gespeisten Beschäftigung deutscher Philologen mit nordischer Volkspoesie. Die Neuauflage von 1834 lasen Ferdinand Freiligrath und Henry Wadsworth Longfellow auf ihrer Rheinreise 1842 gemeinsam; diese Lektüre gilt als eine Inspiration für die Form von Longfellows Epos The Song of Hiawatha.
Nach Deutschland zurückgekehrt habilitierte er sich zu Michaelis 1820 als Privatdozent für neuere Literatur und Geschichte an der Universität Rostock. Im Sommer des folgenden Jahres wurde ihm die räthliche Professur der niederen Mathematik (Arithmetik und Geometrie) verliehen; im März 1824 wurde er auch in das Amt eines dritten akademischen Bibliothekars berufen. Bald nach seiner Anstellung in Rostock übertrug ihm der Großherzog Friedrich Franz I. von Mecklenburg-Schwerin die Aufsicht über die großherzogliche Altertumssammlung, die sich in Ludwigslust befand. Schröter ordnete und beschrieb die Sammlung erstmals und ergänzte sie durch einzelne Stücke, die er aus eigenen Nachgrabungen gewonnen hatte. Im August 1822 vollendete er den Katalog der Sammlung, die zu diesem Zeitpunkt 63 Gattungen mit 142 Arten und 1751 Einzelstücken umfasste. Mit Unterstützung des Großherzogs plante er daraufhin eine Serie von Heften mit Beschreibungen und Abbildungen unter dem Titel Friderico-Francisceum oder Großherzogliche Alterthümersammlung aus der altgermanischen und slavischen Zeit Mecklenburgs zu Ludwigslust.

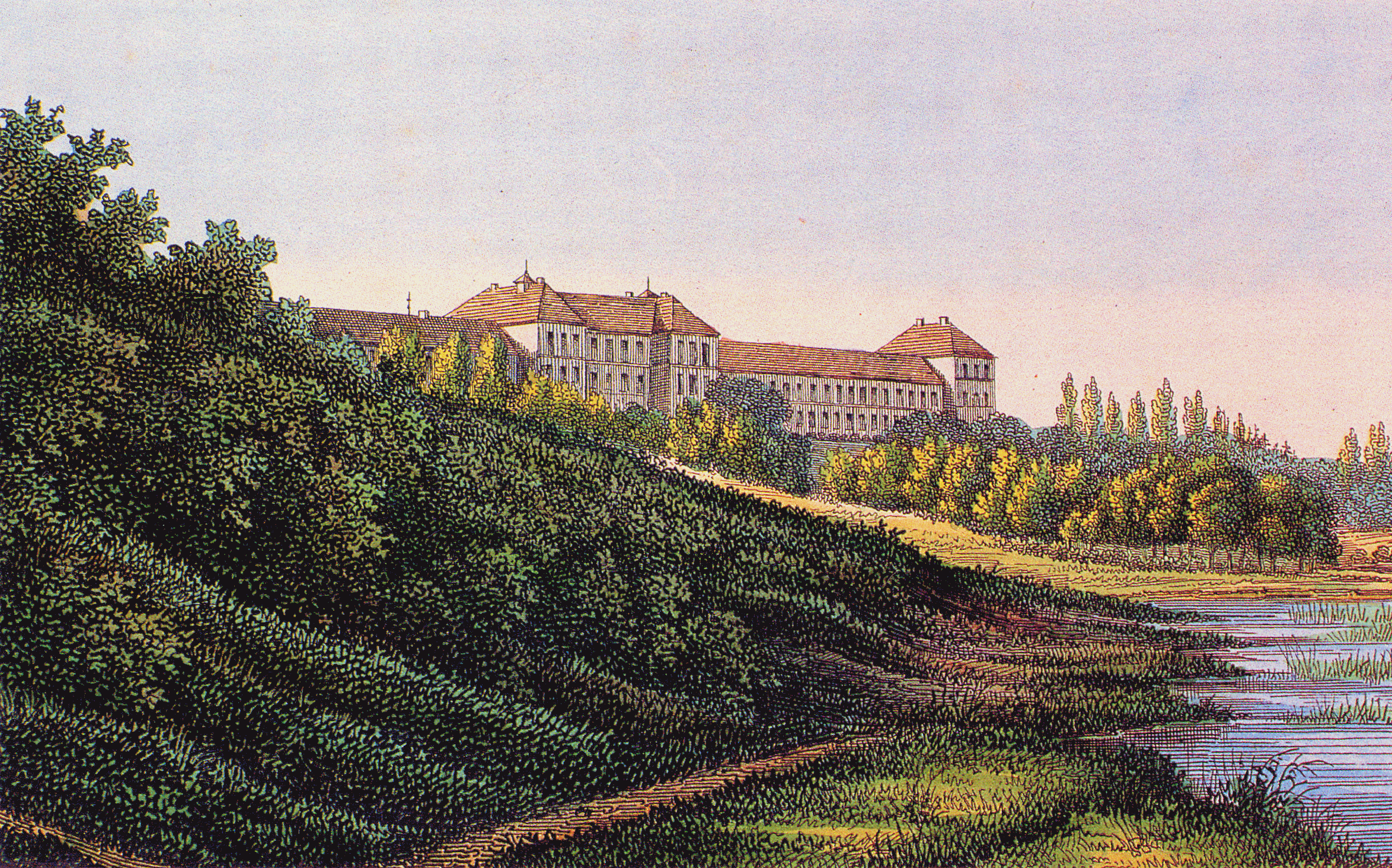
Nervenheilanstalt Sachsenberg (1845)

Schröter konnte die ersten drei Hefte publizieren, und von den letzten drei waren zwei im Abdruck vollendet, als ihn am 4. Dezember 1825 ein Nervenschlag traf. Nach Jahren der Unterbrechung sollte ab 1830 Ferdinand Heinrich Grautoff das Werk vollenden, aber er starb schon im Sommer 1832. Erst Georg Christian Friedrich Lisch, der der Nachfolger Schröters in der Aufsicht über die Altertumssammlung wurde, konnte es 1837 zum Abschluss bringen. In den folgenden Jahren litt Schröter unter ständig wiederkehrenden schlagartigen Anfällen und musste zu Johannis 1836 pensioniert und in die Nervenheilanstalt Sachsenberg bei Schwerin eingewiesen werden.

## Veröffentlichungen
- Finnische Runen. Finnisch und Deutsch. Mit einer Musikbeilage. Upsala 1819 (Digitalisat des Exemplars der Bayerischen Staatsbibliothek)

2. Auflage Stuttgart und Tübingen: Cotta 1834, herausgegeben von G. H. von Schröter (Digitalisat Oxford), (Digitalisat Harvard)
- De Ragnaro Lodbrokio. Habil., 1820
- Beiträge zur Kenntnis der heidnischen Alterthümer Mecklenburgs. in Freimüthiges Abendblatt 1821/22
- Friderico-Francisceum oder Grossherzogliche Alterthümersammlung aus der altgermanischen und slavischen Zeit Mecklenburgs zu Ludwigslust. 1824
- Beiträge zur Mecklenburgischen Geschichts-Kunde. Ersten Bandes erstes Heft (mehr nicht erschienen) Rostock und Schwerin: Stiller 1826 (Digitalisat des Exemplars der University of California, ex Bibliothek der Mecklenb. Ritter- u. Landschaft) Darin:

Rostocker plattdeutsche Chronik von 1310 bis 1314
Specimen Diplomatarii Rostochiensis 1268-1322
- Lebens- und Regentengeschichte Sr. königl. Hoheit Friedrich Franz, Großherzog von Mecklenburg-Schwerin. 1827